# あかし (海洋観測艦・初代)
あかし（JDS Akashi, AGS-5101）は、海上自衛隊初の海洋観測艦。艦名は明石の浦（景勝地）に由来する。同型艦はない。

## 来歴
第二次世界大戦前の日本では、大日本帝国海軍水路部が海洋での測量・観測任務を行なっていたが、戦後は運輸省の外局を経て、海上保安庁の創設とともにその隷下へと移行していった（現在の海洋情報部）。そのため、その後発足した海上自衛隊には海洋での測量・観測任務を専門に行なう艦は存在せず、通常の業務の中で水温の観測を行うのみで、他の情報は気象庁などから提供されたものに依存していた。しかし対潜戦のパッシブ戦化に伴って、海上作戦の効率的な遂行には海洋環境資料の収集が求められるようになり、海底地形・底質や潮流・海流、地磁気、水質（水温・塩分など）や海上気象などを相互に関連付けて、精密に測定する必要が生じた。
海上自衛隊の海洋観測としては、まず1961年より自記海水温度記録装置（BT）装備艦によって航海中の定時BT観測が開始され、翌年からはその観測資料に基づくBT通報が開始された。その後、護衛艦・駆潜艇によって対潜戦のためのBT観測が、掃海艇によって水中固定機器設置のための海洋調査及び対機雷戦のための掃海水路の調査がそれぞれ実施されてきた。しかし研究が進展し、必要な観測要素及び観測深度が増加すると、そのための装備を護衛艦等に搭載するのが困難になってきた。また国としても、1961年には海洋科学技術審議会を設置して、各官庁・機関の海洋観測体制の強化を図っており、
1969年には9か国協力の黒潮共同調査が予定されていたことから、海上自衛隊にも観測艦建造の期待が関係方面から寄せられるようになった。
このことから、海自初の海洋観測専用艦として計画されたのが本艦である。なお旧海軍では、最初で最後の専用測量艦として「筑紫」を保有していた。

## 設計
第3次防衛力整備計画の策定当初は、最小規模の700トン、速力12ノット、乗員58名程度が考えられていた。しかしこの規模では冬季の北太平洋における行動には不十分であり、最終的には1,420トンの艦となった。
船型は艦首から船体中央までブルワークを備えた長船首楼型とされており、船体設計は商船構造とされている。また水線部は耐氷構造である。右舷が観測舷とされているため、こちら側の船首楼は短くなっており、艦尾甲板と面一の作業甲板が遊歩甲板様に煙突直下まで続いている。右舷側中央部に観測用機器を搭載しており、一方、左舷には内火艇・作業艇が搭載された。定位置での連続観測を可能にするために、艦尾には最大深度4,000mまで投錨が可能な深海錨泊装置を搭載したほか、艦首船底にアジマススラスター、船体に日本鋼管製のアンチローリング・タンクを搭載した。観測機器の投入・揚収のため、艦尾作業甲板のクレーン2基（力量5トンと1トン）をはじめとして、各種のダビットやウインチ類を備えていた。
主機関としては、川崎重工業・MANのV型6気筒機関であるV6V22/30ATLディーゼルエンジン（単機出力1,600馬力）が搭載された。これはMAN社によって開発されたVV22/30シリーズの系譜に属するが、同系列機は同年度計画以降で建造された補助艦艇で一般的な機種となった。また任務の特性上、14ノットで巡航して16,500海里（約3万km）という、従来の海上自衛隊の艦艇の中でも長大な航続距離を有した。

## 艦歴
「あかし」は、第3次防衛力整備計画に基づく昭和42年度計画艦5101号艦として、日本鋼管鶴見造船所で1968年9月21日に起工され、1969年5月30日に進水、1969年10月25日に就役し、同年10月1日に新編されたばかりの海洋業務隊に編入された。
1975年、電子戦装置を追加。
1980年3月17日、海洋業務隊が海洋業務群に改編。
1999年3月24日、除籍。就役中の総航程は約68万海里、海洋観測任務は194回、日数にして3,011日に及んだ。

## 登場作品
映画『日本沈没』
深海探査艇「ケルマディック号」の母艦として登場。実艦の艦上で撮影が行なわれている。